# Our Lady Peace
Gli Our Lady Peace (spesso abbreviato in OLP) sono un gruppo musicale alternative rock/post-grunge canadese.

## Storia del gruppo

### Formazione e debutto
Nel 1992, il chitarrista Mike Turner inserisce un annuncio, "Cercasi Musicista", nel Now Magazine per formare una nuova band. Michael Maida (questo il vero nome di Raine), uno studente di Criminologia all'Università di Toronto, è il primo a rispondere. I due formano una band chiamata As If con Jim Newell alla batteria ed un amico di Mike Turner, Paul Martin, al basso. La band ha svolto dei concerti ad Oshawa con canzoni che contenevano un mix di materiale creato o coverato. L'amico di Turner abbandona la band, che affigge l'annuncio "cercasi musicisti" per rimpiazzarlo. Chris Eacrett, uno studente di Affari all'Univerisità Ryerson, risponde all'annuncio e viene accettato dopo le audizioni. Durante questo tempo Turner e Maida frequentano un seminario di musica e incontrano l'autore di canzoni e produttore Arnold Lanni, il responsabile degli Arnyard Studios, che li fa iniziare a scrivere nuovo materiale e a registrare alcune delle canzoni scritte al tempo degli As If, usando peraltro ancora questo nome.
Per far capire meglio la nuova direzione musicale, il nome della band viene cambiato in Our Lady Peace con l'incoraggiamento di Lanny e del team management. Il gruppo suona nell'est Ontario e a Montréal con l'assistenza del D.J. Williams (compagno di classe di Maida), insieme ai The Tea Party. Durante questo tempo, Maida inizia a usare il nome Raine per ridurre la confusione che si causava con i due Mike (Michael "Mike" Maida e Mike Turner) nella band. Un video indipendente della canzone Out of Here viene creato durante questo periodo da Sam Siciliano, uno studente di film alla Ryerson University e Mike Turner, che produce, crea e dirige il video. Il video viene mostrato nell'Indie Show dei MuchMusic.
Dopo il ritorno agli Arnyard Studios per continuare a scrivere e registrare materiale, Jim Newell lascia la band. La scrittura e la registrazione di nuovi pezzi continua con il batterista John Bouvette, con una coalizione del management (Rob Lanni ed Eric Lawrence) a rappresentare la band ed il batterista temporaneo Jody Wilson. Piccole vetrine vengono arrangiate con la Warner Canada, la EMI Music Canada e la Sony Music Canada. Al capo della A&R della Sony Music Canada, a Richard Zuckerman, piace cosa gli fanno ascoltare, e decide di presentare il gruppo al presidente della Sony, Rick Camilleri, a Mike Roth e Gary Furniss, entrambi membri della Sony Music, che capiscono il potenziale della band e gli fanno un'offerta. La band incomincia a scrivere materiale aggiuntivo per il primo album, e cerca un nuovo batterista. Un diciassettenne, Jeremy Taggart, risponde all'annuncio e la band lo nomina nuovo batterista.

### Naveed
Dopo aver scritto e registrato il materiale con la continua assistenza su diverse canzoni di John Bouvette e il chitarrista Phil X che contribuisce con un solo in Denied, nel 1994 gli Our Lady Peace pubblicarono il loro album di debutto, Naveed, sotto l'etichetta Sony Record. la pubblicazione negli Stati Uniti ci sarà nel 1995. In seguito all'uscita dell'album, la band va in tour con i I Mother Earth e i 54-40; il tour continua nel 1996 con Alanis Morisette. La canzone Naveed diventerà una hit in Canada mentre Starseed lo diventerà sia in Canada che negli Stati Uniti e sarà impiegata come colonna sonora di Armageddon.

### Successo internazionale
Dopo Naveed, gli Our Lady Peace sono lanciati nel palcoscenico internazionale. La band inizia il lavoro per il secondo album. In seguito alla scrittura, il bassista Chris Eacrett e la band dividono i loro stili musicali: questo porta all'abbandono del gruppo del bassista, a cui subentra un compagno di Raine Maida al Ridley College, Rob Coutts, che entrerà nella band durante la registrazione del secondo album con il nome di Duncan Coutts.

### Clumsy
L'album Clumsy venne distribuito nel 1997. Le canzoni più di successo sono Superman's Dead, 4.A.M, Automatic Flowers, Carnival e l'omonima Clumsy.
La copertina dell'album è basata su una canzone, Trapeze, che inizialmente sarebbe dovuto dare il titolo dell'album. Si decise poi per Clumsy poiché Trapeze venne tolta dall'album per essere eseguita live.
Quest'album è ampiamente considerato il maggior sforzo musicale della band che stabilisce gli Our Lady Peace come miglior gruppo rock canadese e fornisce loro una presenza internazionale.

### Il Summersault Festival
Nel 1998 gli Our Lady Peace iniziano il Summersault Festival, un tour in Canada dal 1998 al 2000 con band come Foo Fighters, A Perfect Circle e Smashing Pumpkins.

### Happiness.. Is Not a Fish That You Can Catch
Nel 1999, la band pubblica il suo terzo album, Happiness…Is Not a Fish That You Can Catch. L'album include molte hit come Thief, una canzone su una ragazza malata di cancro, Mina Kim, che la band incontra. Altre hit sono One Man Army e Is Anybody Home?. Il leggendario batterista jazz Elvin Jones parteciperà alla canzone Stealing Babies. Nella sessione per Happiness… viene acquisito Jamie Edwards, un multi-strumentista che rimarrà un membro non ufficiale della band sino alla pubblicazione dell'album Gravity nel 2001, quando chiederà di entrare ufficialmente nella band. Poco dopo il completamento dell'album, Jamie sceglierà di lasciare la band, ma ritornerà brevemente al posto di Mike Eisenstein durante il tour canadese di Gravity. Nello stesso anno, la band suona 11 canzoni a Woodstock.

### Spiritual Machines
Nel 2000 la band pubblica, sotto l'etichetta Columbia Records, Spiritual Machines, un concept album ispirato al libro di Ray Kurzweil The age of spiritual machines. Durante le registrazioni, il batterista Jeremy Taggart sarà bloccato da una caviglia infortunata. Matt Cameron, batterista dei Pearl Jam ed ex-membro dei Soundgarden, suonerà la batteria in Right Behind You (Mafia) and Are You Sad? al posto di Jeremy.
Spiritual Machines ha meno successo dei suoi predecessori. L'album contiene il singolo In Repair, Life (impiegata nella colonna sonora del film Men with Brooms) e Right Behind You (Mafia).

### Cambio di direzione(2001-2005)
Nel dicembre 2001, dopo l'inizio della collaborazione con il produttore Bob Rock al nuovo album, il fondatore e leader della band Mike Turner lascia a causa di "differenze creative e musicali". In accordo con i membri della band, Turner lascia in modo amichevole, e più tardi formerà la band Fair Ground. Nell'aprile del 2002, Steve Mazur viene annunciato come nuovo chitarrista della band. È di questo periodo il brano Whatever, tema del wrestler Chris Benoit, rivisitazione di un precedente brano del compositore ufficiale della WWE Jim Johnston. Pubblicato nell'album WWF Forceable Entry nel 2002, per il ritorno a Monday Night Raw di Chris, dove ricevette l'accoglienza più calorosa di tutta la storia del wrestling.

#### Gravity
Il quinto album degli OLP, Gravity è distribuito dopo alcuni anni per revisioni di mixaggio. Molti critici e i fan rivendicano un radicale cambio di direzione rispetto allo stile musicale del gruppo, che adotta un incremento dei suoni principali. In un'intervista nel 2002, Jeremy Taggart spiega che il cambiamento di direzione è intenzionale, dicendo che Gravity è il miglior album della band.
Il primo singolo, che toccherà subito le vette delle classifiche, è Somewhere Out There, che diventa la loro hit più diffusa a livello internazionale. Il secondo singolo estratto è Innocent, che avrà anch'esso successo, e riguadagnerà popolarità tramite lo show American Idol e il telefilm Scrubs. Made of Steel diventa una hit in tutto il Nord America.

#### Live from Calgary and Edmonton
Il 24 giugno 2003 viene distribuito il primo (e finora unico) album live della band tramite Sony BMG. Live from Calgary and Edmonton contiene molte delle canzoni epiche della band, suonate in tutto il Canada. Le differenze notevoli dalle versioni di studio si notano in Naveed/Life, suonata come una sola canzone con il supporto del pubblico.

#### Healthy in Paranoid Times
Nell'agosto 2005 la band commercializza il suo sesto album, Healthy in Paranoid Times, che include la canzone Angels/Losing/Sleep Will The Future Blame us e Where Are You. Poco dopo l'uscita dell'album, gli OLP riveleranno che, durante la sua produzione, la band quasi si sciolse. Secondo Rolling Stone, la band ha avuto 1165 giorni di tempo per creare l'album, e le sue dodici tracce sono state scelte tra quarantacinque che la band ha scritto e prodotto.
Alcune canzoni vengono suonate live, altre invece sono state modificate da Bob Rock, che le ha rese più radio-friendly, e inserite nel CD. Un caso a parte riguarda la canzone Not Afraid che ha avuto 4 versioni con 4 testi differenti, uno dei quali suonato live ai Juno Awards nel 2003, mentre un secondo viene utilizzato nel promo di una nota birra canadese, la Labatt Blue.
Maida ha sempre criticato Healthy in Paranoid Times, dicendo che «durante la registrazione c'è stato un totale eccesso ed è stato una balla nel vero senso della parola, noi (riferendosi agli OLP) abbiamo ceduto ad una etichetta, abbiamo fatto molte canzoni per provare a trovare il giusto singolo per le radio americane e MTV».

### Compilation, pausa e nuovo album (2006-2009)
Nel novembre 2006, esce in commercio la compilation di successi intitolata A Decade. Qui ci sono due nuove canzoni, Kiss on the Mouth e Better Than Here. Steve Mazur scriverà in un blog di fan della band che queste due canzoni sono due canzoni provenienti dalla sessione di registrazione di Healthy in Paranoid Times.
L'album include le 10 canzoni top della carriera musicale degli OLP: Where Are You, Clumsy, In Repair, Somewhere Out There, Innocent, Thief, Naveed, Starseed e 4 A.M..
A Decade include inoltre un bonus DVD che contiene concerti live ed interviste esclusive al Massey Hall Concert.
Dopo l'uscita della compilation, la band entrerà in un piccolo periodo di pausa. La voce principale Raine Maida inizierà a lavorare al suo primo album da solista, che esce nel 2007. Nel frattempo, gli altri membri della band sono occupati da impegni personali.

### Playlist: The Very Best Of Our Lady Peace
Il 31 marzo 2009 la Sony commercializza un nuovo Best Of che contiene le hit più famigerate come Naveed e Somewhere Out There, ma anche canzoni che hanno fatto la storia della band come Car Crash e The Wonderful Future.

### Burn Burn
Nel 2007, la band inizia a lavorare al suo settimo album, che viene completato nei primi mesi del 2009. Raine Maida ha definito il nuovo album come "enorme" e ha detto che si tratta di un "buon album rock", annunciando un ritorno all'originalità grezza di Naveed, solamente un po' più maturo. Il produttore di questo album è Maida stesso.
L'album contiene 10 delle 14 canzoni che sono state scritte e registrate. L'album è stato completato nei primi del marzo 2009, con l'aggiunta di una canzone intorno a giugno, ed è stato pubblicato il 21 luglio. Il primo singolo dell'album è All You Did Was Save My Life che è stato pubblicato il 25 maggio in contemporanea con il suo video ufficiale. Il 14 settembre è stato pubblicato, solo in Canada, il secondo singolo The End Is Where We Begin; il singolo ha anche un video ufficiale. Il 22 aprile 2010 è stato pubblicato il terzo singolo dell'album, Dreamland, con un video ufficiale che vede la band impegnata nel tour effettuato proprio nello stesso periodo.

### Clumsy/Spiritual Machines Tour, nuovo album (2010-2012)
Nel dicembre 2009, la band annuncia che suonerà in uno speciale tour i suoi migliori album, vale a dire Clumsy e Spiritual Machines, nella loro interezza.
Il tour ha luogo in Canada ed in varie città degli Stati Uniti, da marzo 2010 sino a maggio 2010. In questo tour la band dimostra di poter suonare Clumsy e Spiritual Machines in maniera egregia, in particolare è da segnalare che il chitarrista Steve Mazur è riuscito a suonare tutte le canzoni di questi album nonostante fossero state scritte dal suo predecessore Mike Turner, dimostrando dunque di essere in grado di "ricreare" l'atmosfera dei due album.
Inoltre, Raine Maida ha dimostrato di poter ancora cantare come negli "anni d'oro" della band: egli ha infatti cantato in falsetto dando prova di essere a livelli straordinari senza che la sua voce sia cambiata.
Questo tour ha rinfrancato la band, che ha annunciato che la rivisitazione delle canzoni di Clumsy/Spiritual Machines influenzerà la realizzazione del nuovo album. È stato inoltre annunciato un nuovo DVD Live riguardante questo tour (che non è stato pubblicato nonostante le registrazioni effettuate).

### Curve
A novembre del 2010, la band ha iniziato i lavori per il suo ottavo album, dimostrando di voler dare un nuovo cambiamento di direzione al proprio stile, stavolta però riavvicinandosi ai canoni che la hanno resa famosa, il falsetto di Raine Maida in primis.
I lavori del nuovo album entrano nel vivo ad aprile 2011, quando la band comincia a pubblicare, sul proprio canale ufficiale di YouTube, clip in cui si vedono i nuovi sforzi compiuti nel making of dell'album.
Il nuovo album non ha ancora un titolo, ma si sa che sono state registrate ben 7 canzoni (ancora suscettibili di variazioni). Raine Maida annuncia che appena si raggiungerà il numero di 10 canzoni si penserà alla pubblicazione dell'album, in linea di massima il periodo indicato per la pubblicazione dell'album è la fine dell'estate. Inoltre viene annunciato il ritorno in pianta stabile del falsetto.
Nel nuovo processo di sviluppo la band dimostra una nuova interazione con i fans, infatti sono spesso realizzati degli stream in diretta che vedono la band coinvolta nel produrre nuovo materiale.
L'8 dicembre 2011 viene annunciato che il primo singolo dell'album, Heavyweight, verrà distribuito il 20 dicembre 2011 su iTunes US e Canada, per poi venire pubblicato in tutti gli altri store il 3 gennaio 2012. Il titolo del nuovo album viene annunciato su Twitter da Raine Maida e Steve Mazur: si chiamerà Curve. L'album sarà commercializzato il 3 aprile 2012 in Canada, e il 17 aprile negli Stati Uniti. Il secondo singolo estratto dall'album è As Fast as You Can.

### L'abbandono di Jeremy Taggart e nono album in studio (2014-presente)
Dopo un 2013 di transizione, la band si concentra sul 2014, anno del ventesimo anniversario del primo album Naveed, infatti a fine 2013 la band annuncia via newsletter che nel 2014 verrà realizzato un tour commemorativo dell'album, nel suddetto tour la band rivisiterà in chiave acustica molte canzoni provenienti da Naveed e sempre tramite newsletter dà ai suoi fan un assaggio del tour con una versione di Naveed rivisitata in chiave acustica e registrata in studio. Tuttavia nei primi mesi del 2014 sorprendemente la band annuncia che il tour commemorativo è stato cancellato a causa di non meglio precisati "conflitti di programmazione". Questo improvviso annuncio fa subito partire speculazioni attorno alla band in particolare riguardanti un presunto scioglimento di quest'ultima. Dopo mesi di silenzio, la band nel mese di giugno annuncia via Facebook di essere in studio per registrare nuove canzoni per un futuro nuovo album con il produttore Mike Elizondo, figura di spicco nel panorama musicale in quanto ha prodotto numerosi album di grandi artisti come Eminem, Dr Dre e Avenged Sevenfold. Tuttavia nei numerosi aggiornamenti direttamente dallo studio di registrazione non compare il batterista Jeremy Taggart, questo fa scatenare alcune indiscrezioni fra i fan riguardo all'abbandono della band da parte del batterista. Infatti il 30 giugno 2014 sia la band che il batterista annunciano che le loro strade si sono divise per la volontà di Taggart di seguire nuove strade e nuovi progetti. La band comunque decide di non sostituire Taggart "ufficialmente", scegliendo di ingaggiare Jason Pierce (ex batterista per i tour dei Paramore ed attuale batterista dei Treble Charger) per le annunciate date estive, mentre in studio è Jason Boesel dei Rilo Kiley a prestare il proprio talento alla band. Durante la sessione di registrazione precedentemente annunciata, la band registra un numero non definito di canzoni (sembrerebbe 3) con Mike Elizondo al timone della produzione e Raine Maida annuncia poco dopo che un singolo verrà pubblicato nelle settimane seguenti. Infatti il 10 luglio, alla stazione radio di Toronto 102.1 The Edge Raine Maida distribuisce la nuova canzone intitolata "Won't Turn Back" che ottiene un buon successo sia fra i fan che anche dalla critica come sottolineato da Raine Maida in alcune interviste. Il singolo viene pubblicato su iTunes Canada il 17 luglio 2014, nelle settimane seguenti Maida ha annunciato la sua disponibilità mondiale ma non ha annunciato una data precisa, il giorno di distribuzione viene annunciato dalla band su Facebook e su Twitter per il 24 agosto su iTunes USA (e di conseguenza anche sugli altri store internazionali iTunes).

## Stili e Temi
Considerando i primi album della band e specialmente Naveed, il suono degli Our Lady Peace può essere comparato a quello di altre band alternative rock come Soundgarden, The Smashing Pumpkins e Pearl Jam. Per quanto riguarda invece le strutture melodiche sono come i Beatles e i Led Zeppelin.

### Voce di Raine Maida
Il cantante leader Raine Maida è stato definito "senza rivali" negli album da Naveed a Spiritual Machines. Maida cantava in un registro da controtenore, e usava il falsetto esclusivamente quando cantava. Il modo di cantare in combinazione con la struttura melodica della band, dava spesso in molte canzoni un effetto surreale, come essere in un altro mondo.
Dopo il lavoro con Bob Rock in Gravity e HiPT, Maida interrompe l'uso del suo tradizionale falsetto e inizia a cantare in un registro da baritono. Maida interrompe l'uso del falsetto anche live durante l'esecuzione di canzoni pre-Gravity. Per Burn Burn era stato annunciato il ritorno del falsetto in almeno 3 canzoni, tuttavia esso è presente solo in Paper Moon, ma vediamo un nuovo stile vocale vicino al tipico falsetto, nelle canzoni Escape Artist e Refuge.
Nel tour Clumsy/Spiritual Machines, Raine Maida ha dimostrato di poter cantare ancora in falsetto, raggiungendo quei picchi vocali che non raggiungeva da anni (basti pensare a Car Crash e The Wonderful Future), questo ha dato un'iniezione di fiducia alla band nella realizzazione del nuovo album, infatti è stato annunciato in via ufficiale (ed anche mostrato nelle clip che vengono pubblicate per mostrare gli sviluppi del nuovo album) che il falsetto tornerà in maniera stabile nell'ottavo album della band.

## Formazione

### Formazione attuale
- Raine Maida - voce e chitarra acustica (1992-presente)
- Duncan Coutts - basso e cori (1995-presente)
- Steve Mazur - chitarra e cori (2002-presente)
- Jason Pierce – batteria e percussioni (2016–presente; turnista 2014–2016)

### Ex componenti
- Mike Turner - chitarra e cori (1992-2001)
- Chris Eacrett - basso (1992-1995)
- Jim Newell - batteria (1992-1993)
- Jeremy Taggart - batteria (1993-2014)

## Discografia
Album in studio
- 1994 – Naveed
- 1997 – Clumsy
- 1999 – Happiness... Is Not a Fish That You Can Catch
- 2000 – Spiritual Machines
- 2002 – Gravity
- 2005 – Healthy in Paranoid Times
- 2009 – Burn Burn
- 2012 – Curve

Live
- 2003 - Live

Raccolte
- 2006 - A Decade
- 2009 - The Very Best of Our Lady Peace